# Белоярская Застава
Белоярская Застава — посёлок в Белоярском районе Свердловской области России. Входит в Белоярский муниципальный округ.
Ранее посёлок входил в состав Косулинского сельсовета Белоярского района.

## География
Белоярская Застава расположена между Транссибирской магистралью (участок Екатеринбург — Тюмень Свердловской железной дороги) и автодорогой Екатеринбург — Тюмень (часть федеральной автомагистрали М12 «Восток»). Фактически Белоярская Застава представляет собой единое поселение вместе с бывшим посёлком Глубокое, вошедшим в состав Екатеринбурга. Граница между Екатеринбургом и Белоярским районом проходит прямо по поселковым улицам.

### Часовой пояс
Белоярская Застава, как и вся Свердловская область, находится в часовой зоне МСК+2. Смещение применяемого времени относительно UTC составляет +5:00.

## История
Посёлок был образован 7 августа 1996 года.

## Население
| 2002 | 2010 | 2021 |
| ---- | ---- | ---- |
| 122  | ↘35  | ↗181 |

## Инфраструктура
В Белоярской Заставе 11 улиц: Авиаторов, Алая, Белоярская, Вишневая, Заводская, Калиновая, Ольховая, Полевая, Сибирская, Солнечная и Яблоневая; 7 переулков: Аленин, Берёзовый, Вишнёвый, Встречный, Ольховый, Солнечный и Ясный; 8 проездов Александровский, Банковский, Калиновый, Павловский, Пригородный, Рябиновый, Уральский и Черемуховый.